# Кастеларо (Мантова)
Кастеларо је насеље у Италији у округу Мантова, региону Ломбардија.
Према процени из 2011. у насељу је живело 59 становника. Насеље се налази на надморској висини од 40 м.